# Luigi di Lussemburgo-Saint-Pol
Luigi di Lussemburgo-Saint-Pol, in francese Louis de Luxembourg-Saint-Pol o anche Louis de Ligny (1418 – Parigi, 9 dicembre 1475), è stato un generale francese fu conte di Saint-Pol, Conte di Brienne, di Ligny e di Guisa.

Stemma di Luigi di Lussemburgo-Saint-Pol

Era figlio di Pietro I di Lussemburgo-Saint Pol e di Margherita del Balzo (o des Baux) (1394 – 1469).

## Biografia
Egli fu allevato dallo zio Giovanni II di Lussemburgo-Ligny.
Giovanni, morendo privo di figli (1441), lo nominò suo erede, ma Carlo VII di Francia, che Giovanni si era inimicato non avendo voluto sottoscrivere il Trattato di Arras del 1435, ne pose sotto sequestro i beni. Rappacificatosi con la corte di Francia, Luigi di Lussemburgo-Saint-Pol recuperò i beni lasciatigli dallo zio, ma Carlo IV, conte del Maine gli intentò causa per il possesso di Guisa. Si giunse infine ad un accordo nel maggio 1444, quando Carlo del Maine sposò la sorella di Luigi, Isabella, che ebbe Guisa in dote.
Luigi divenne amico di Luigi, Delfino di Francia e combatté gli inglesi nelle Fiandre ed in Normandia. Sotto Luigi XI egli entrò nella Lega del bene pubblico nel 1465 e comandò l'avanguardia di Carlo il Temerario.
Luigi di Lussemburgo fortificò La Fère nell'Aisne, che circondò di mura, e sui resti di un antico castello con dongione quadro, ne fece erigere uno nuovo, che verrà poi abbellito dalla nipote, Maria di Lussemburgo-Saint-Pol.
Fu la sua disobbedienza che provocò la battaglia di Montlhéry e la sua fuga rese impossibile evitare la rotta dei borgognoni. Ciò non di meno egli ottenne, dopo il trattato di Conflans, la carica di connestabile di Francia (1465) e sposò Maria di Savoia, sorella della regina di Francia Carlotta di Savoia; ottenne in dono le signorie di Guisa e di Le Nouvion-en-Thiérache.
Nonostante segni apparenti di ostilità nei confronti del duca di Borgogna (presa di San Quintino nel 1470), egli ebbe nel 1475 accordi segreti con il duca e durante l'invasione della Francia da parte degli inglesi di Edoardo IV d'Inghilterra, la sua condotta non fu meno equivoca.
Alla conferenza di Picquigny, Edoardo IV consegnò a Luigi XI la corrispondenza di Luigi di Lussemburgo, che venne quindi condannato a morte per tradimento dal Parlamento francese e decapitato sulla Piazza di Grève di Parigi. I suoi beni furono confiscati a beneficio della Corona di Francia.

## Matrimoni e discendenza
Il 16 luglio 1435 Luigi sposò Giovanna di Marle (1415 - 1462), contessa di Marle e di Soissons, figlia di Roberto di Bar, conte di Marle e di Soissons, e di Giovanna di Béthune. Egli ereditò poi dalla consorte la signoria di Ham. Da Giovanna e Luigi nacquero:
- Giovanni († 1476), conte di Marle e di Soissons
- Pietro († 1482), conte di Saint-Pol, di Soissons e di Marle, con il nome di Pietro II
- Carlo (1447 - 1509), vescovo di Laon
- Antonio († 1519), conte di Roucy, di Brienne e poi di Ligny, che sposò Antoinetta di Bauffremont, contessa di Charny
- Jacqueline († 1511), andata sposa nel 1455 Philippe I de Croÿ, conte de Porcien (1435–1511)
- Elena († 1488), andata sposa nel 1466 a Giano di Savoia (1440 - 1491), conte di Faucigny, governatore di Nizza, figlio di Ludovico di Savoia (Elena diventerà così la cognata della sua matrigna[3])
- Filippa (†1522), eletta badessa di Moncel nel 1484

Rimasto vedovo di Giovanna, Luigi sposò in seconde nozze, nel 1466, Maria di Savoia, figlia di Ludovico di Savoia e di Anna di Lusingano. Dalla coppia nacquero:
- Luigi (1467 - 1503), conte di Ligny (1475), poi principe d'Altamura, duca d'Andria e di Venosa, capitano di Carlo VIII, luogotenente generale dell'esercito francese, gran ciambellano di Luigi XII, governatore della Piccardia
- Giovanna, suora a Gand
- Carlo (1475 ? - 1475/76?), morto a Cambrai poco dopo l'esecuzione del padre

## Ascendenza
|                                   |                         |                        | Genitori                  |  |  | Nonni |  |  | Bisnonni                   |  |  | Trisnonni |  |
|                                   |                         |                        |                           |  |  |       |  |  | Guido di Lussemburgo-Ligny |  |  | …         |  |
|                                   |                         |                        |                           |  |  |       |  |  | Guido di Lussemburgo-Ligny |  |  | …         |  |
|                                   |                         | …                      |                           |  |  |       |  |  | Guido di Lussemburgo-Ligny |  |  |           |  |
| Giovanni di Saint-Pol             |                         |                        |                           |  |  |       |  |  | Guido di Lussemburgo-Ligny |  |  |           |  |
|                                   |                         | Matilde di Châtillon   | …                         |  |  |       |  |  |                            |  |  |           |  |
|                                   |                         | Matilde di Châtillon   | …                         |  |  |       |  |  |                            |  |  |           |  |
|                                   |                         | Matilde di Châtillon   | …                         |  |  |       |  |  |                            |  |  |           |  |
| Pietro I di Lussemburgo-Saint Pol |                         | Matilde di Châtillon   |                           |  |  |       |  |  |                            |  |  |           |  |
|                                   |                         | Luigi d'Enghien        | …                         |  |  |       |  |  |                            |  |  |           |  |
|                                   |                         | Luigi d'Enghien        | …                         |  |  |       |  |  |                            |  |  |           |  |
|                                   |                         | Luigi d'Enghien        | …                         |  |  |       |  |  |                            |  |  |           |  |
| Margherita d'Enghien              |                         | Luigi d'Enghien        |                           |  |  |       |  |  |                            |  |  |           |  |
|                                   |                         | …                      | …                         |  |  |       |  |  |                            |  |  |           |  |
|                                   |                         | …                      | …                         |  |  |       |  |  |                            |  |  |           |  |
|                                   |                         | …                      | …                         |  |  |       |  |  |                            |  |  |           |  |
| Luigi di Lussemburgo-Saint-Pol    |                         | …                      |                           |  |  |       |  |  |                            |  |  |           |  |
|                                   | Bertrando III del Balzo | Bertrando II del Balzo |                           |  |  |       |  |  |                            |  |  |           |  |
|                                   | Bertrando III del Balzo | Bertrando II del Balzo |                           |  |  |       |  |  |                            |  |  |           |  |
|                                   | Bertrando III del Balzo | Berengaria d'Andria    |                           |  |  |       |  |  |                            |  |  |           |  |
| Francesco I del Balzo             | Bertrando III del Balzo |                        |                           |  |  |       |  |  |                            |  |  |           |  |
|                                   |                         | Margherita d'Aulnay    | Roberto d'Aulnay di Teano |  |  |       |  |  |                            |  |  |           |  |
|                                   |                         | Margherita d'Aulnay    | Roberto d'Aulnay di Teano |  |  |       |  |  |                            |  |  |           |  |
|                                   |                         | Margherita d'Aulnay    | …                         |  |  |       |  |  |                            |  |  |           |  |
| Margherita del Balzo              |                         | Margherita d'Aulnay    |                           |  |  |       |  |  |                            |  |  |           |  |
|                                   |                         | …                      | …                         |  |  |       |  |  |                            |  |  |           |  |
|                                   |                         | …                      | …                         |  |  |       |  |  |                            |  |  |           |  |
|                                   |                         | …                      | …                         |  |  |       |  |  |                            |  |  |           |  |
| Sveva Orsini                      |                         | …                      |                           |  |  |       |  |  |                            |  |  |           |  |
|                                   |                         | …                      | …                         |  |  |       |  |  |                            |  |  |           |  |
|                                   |                         | …                      | …                         |  |  |       |  |  |                            |  |  |           |  |
|                                   |                         | …                      | …                         |  |  |       |  |  |                            |  |  |           |  |
|                                   |                         | …                      |                           |  |  |       |  |  |                            |  |  |           |  |